# Хвощино (Орловская область)
Хвощино — деревня в Свердловском районе Орловской области. Входит в состав Яковлевского сельского поселения.

## География
Деревня находится на берегу реки Бич, на расстоянии 6 км к северо-западу от посёлка городского типа Змиёвка, административного центра района, и 33 км к юго-востоку от города Орёл, административного центра области.

### Часовой пояс
Деревня Хвощино, как и вся Орловская область, находится в часовой зоне МСК (московское время). Смещение применяемого времени относительно UTC составляет +3:00.

## Население
| 2010 |
| ---- |
| 152  |

## Улицы
В деревне имеются две улицы: Новая и Центральная.